# Philipp Fleiter

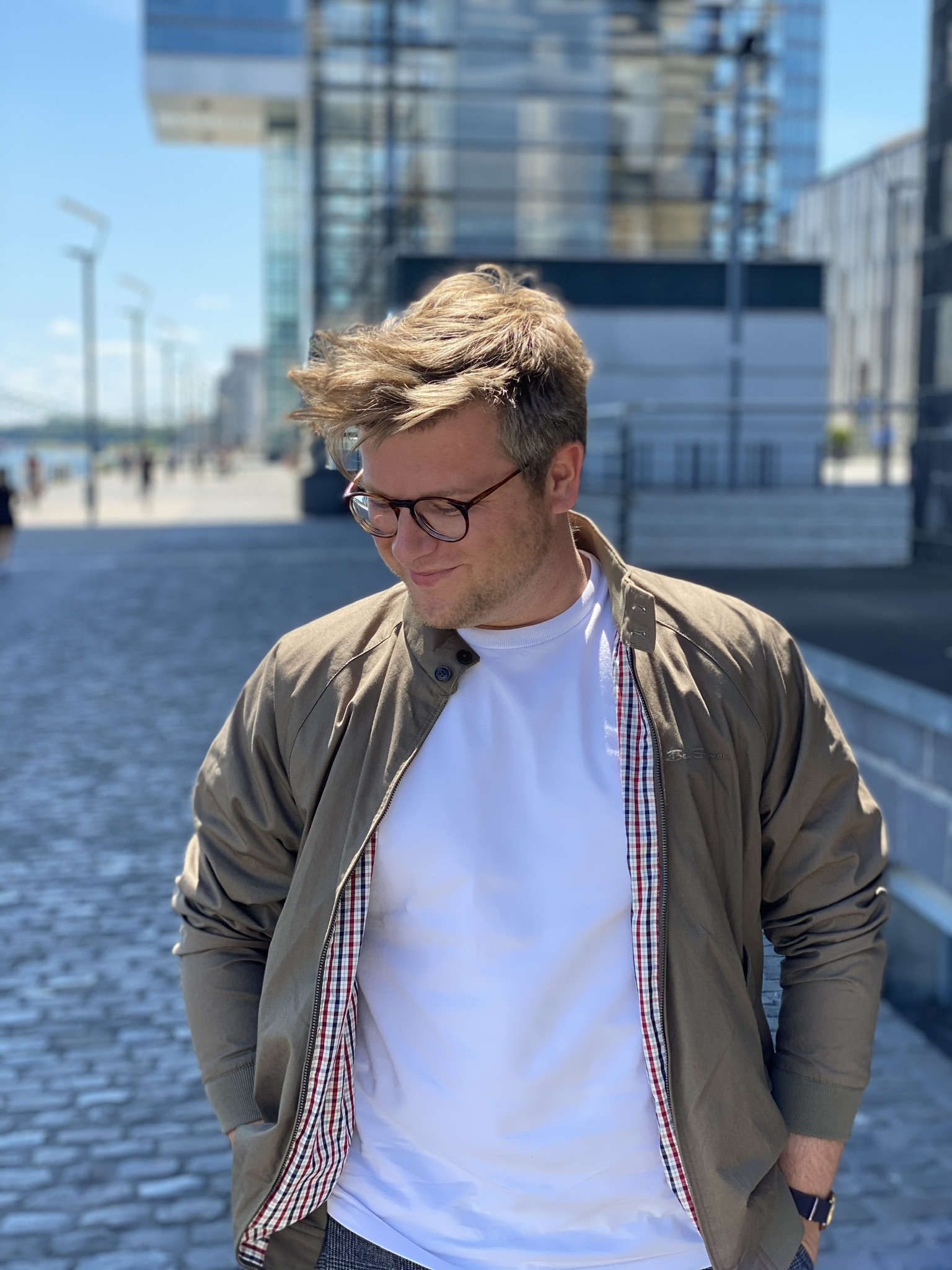
Philipp Fleiter in Köln, 2020

Philipp Fleiter (* 25. Oktober 1985 in Verl) ist ein deutscher Moderator, Autor und Podcaster. 2019 startete er den True-Crime-Podcast Verbrechen von nebenan, der heute zu den erfolgreichsten deutschsprachigen Podcasts gehört.

## Leben
Fleiter stammt aus Ostwestfalen. Nach dem Abitur am Gymnasium Verl im Jahr 2005 studierte er bis 2011 Pädagogik und Psychologie an der Universität Bielefeld. Noch während des Studiums begann Fleiter als freier Mitarbeiter verschiedener Radiosender in Ostwestfalen. Seit Februar 2007 gehört er zum Team von Radio Gütersloh. Zwischenzeitlich hatte Fleiter dort auch ein Volontariat absolviert. Fleiter lebt in Gütersloh.

## Podcastformate
Größere Aufmerksamkeit erreichte Fleiter mit seinem 2019 gestarteten Podcast „Verbrechen von nebenan“. Dabei standen zunächst Kriminalfälle aus Ostwestfalen im Mittelpunkt, mittlerweile beschäftigt sich der Podcast aber mit Verbrechen aus dem gesamten deutschsprachigen Raum. Das True-Crime-Format entwickelte sich zu einem der reichweitenstärksten Podcasts im deutschen Sprachraum. 2021 erschien das gleichnamige Buch zum Podcast.
Von Oktober 2021 bis August 2022 moderierte Philipp Fleiter wöchentlich zusammen mit Moderatorin Visa Vie für die ARD den offiziellen Podcast zu Tatort und Polizeiruf, „20:15 Uhr“.

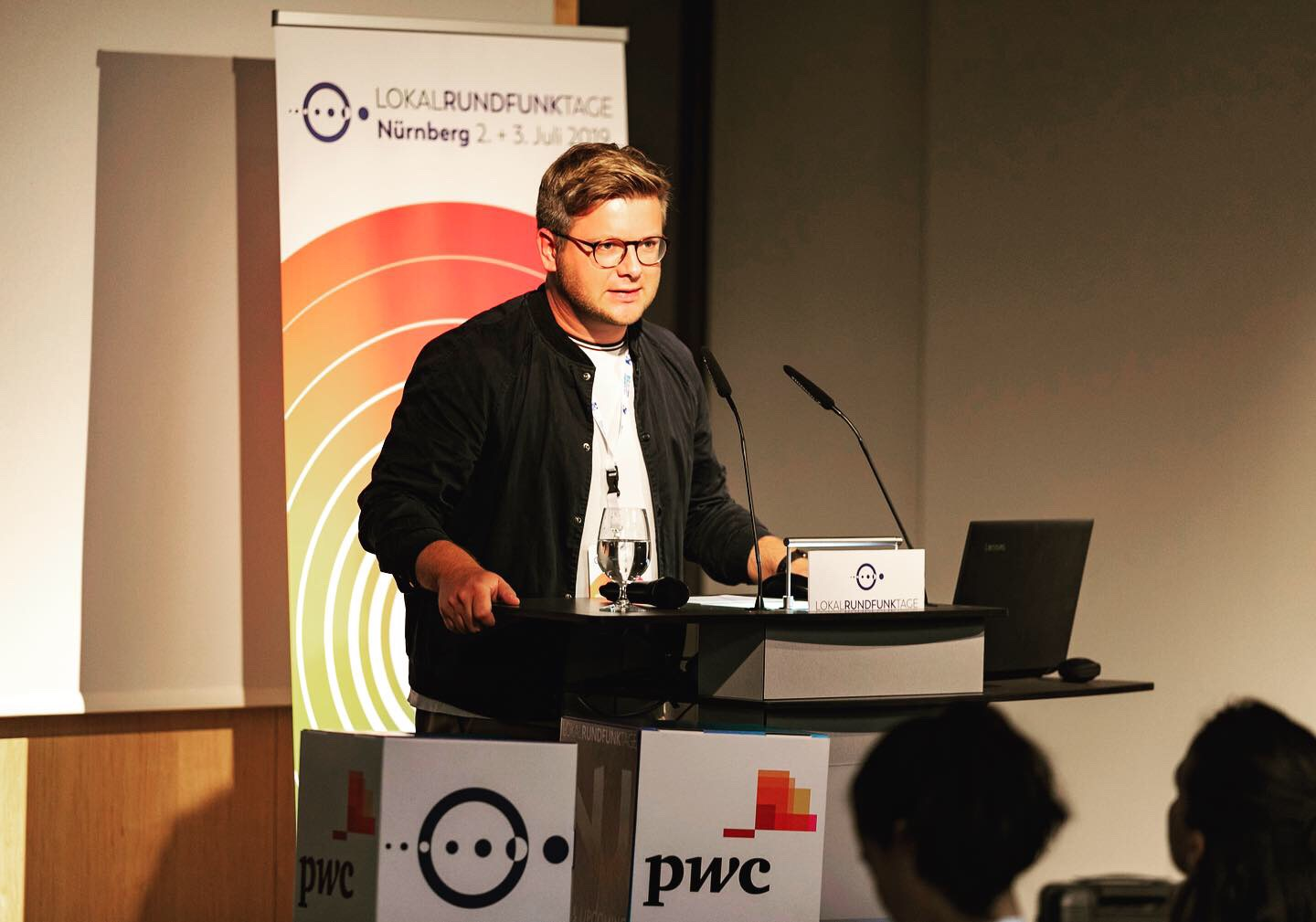
Philipp Fleiter bei den Lokalrundfunktagen 2019 in Nürnberg

In einer Folge des Hörspiel-Podcasts THE QUEST ist Philipp Fleiter in einer Gastrolle zu hören.
Im Juli 2024 startete Philipp Fleiter seinen neuen Podcast „Dieser eine Moment“ in dem er mit seinen Gästen über den Moment spricht, der ihr Leben für immer verändert hat. Unter den Gästen sind neben Prominenten wie Tony Bauer, Louisa Dellert oder Kristina Vogel vor allem ganz normale Menschen mit einer besonderen Lebensgeschichte. Ende 2024 wurde „Dieser eine Moment“ von Apple Podcasts auf die Liste „Unsere Lieblingspodcasts 2024“ gewählt.

## TV
Im Juni 2021 startete Sky Deutschland eine sechsteilige TV-Adaption des Podcasts. Fleiter moderierte die Sendung, die besondere Verbrechen noch einmal detailliert aufarbeitet und dabei auch Ermittler, Angehörige und Opfer zu Gast hat. Eine zweite Staffel mit weiteren zehn Folgen folgte 2022 und wurde sowohl auf Sky Deutschland als auch auf Sky Österreich ausgestrahlt.
Als True-Crime-Experte ist Fleiter häufig in TV-Sendungen zu sehen und war unter anderem bei „Zervakis & Opdenhövel. Live.“, „Bauerfeind – Die Show zur Frau“ und „RTL Punkt 12“ eingeladen.
Seit Anfang 2024 hat Philipp Fleiter eine eigene regelmäßige Crime-Rubrik in der
RTL-Nachrichtensendung Punkt 12.
Am 23. August 2024 war Philipp Fleiter Gast in der Talkshow Kölner Treff.
Ab Oktober 2024 war Fleiter als Experte in mehreren Folgen der Reihe „Deutschlands spektakulärste Kriminalfälle“ auf Kabel 1.

## Bücher
Fleiter ist auch als Autor aktiv. 2010 veröffentlichte er mit Alexander Ahlert im Gmünder Verlag das Buch „Was von Liebe übrig bleibt“. Darin sind 20 Geschichten über Trennungen von schwulen Männern gesammelt. 2021 erschien sein erstes Sachbuch „Verbrechen von nebenan“ im Goldmann Verlag, das in der Erscheinungswoche als höchster Neueinsteiger auf Platz 4 der SPIEGEL-Bestsellerliste platziert wurde. Für 2023 ist eine Fortsetzung des Buchs geplant.
Am 18. Oktober 2023 erschien Fleiters zweites Buch „Jack the Ripper – Ein Fall für Verbrechen von nebenan“, dass in der ersten Woche ebenfalls auf die SPIEGEL-Bestsellerliste eingestiegen ist, dieses Mal in der Kategorie „Belletristik“. Am 30. November 2023 wurde das Buch von Tausenden Lesern zum Gewinner des Lovelybook Community Awards 2023 in der Kategorie Sachbuch gekürt.

## Live-Tour
Ab Oktober 2021 ging Fleiter zum ersten Mal mit seinem Podcast „Verbrechen von nebenan“ auf eine fast ausverkaufte Live-Tour. Nach insgesamt 50 Shows in Deutschland, Österreich und der Schweiz feierte er am 2. Dezember 2022 im restlos ausverkauften Theater am Aegi in Hannover seinen Tourneeabschluss.
Ende November 2023 kündigte Fleiter eine zweite Live-Tour für seinen Podcast mit insgesamt 14 Terminen in den Jahren 2024 und 2025 an, die alle nach wenigen Wochen komplett ausverkauft waren. Wegen des großen Erfolges wurde die Tour mit neuen Terminen bis in den Herbst 2025 verlängert.

## Werke
- Was von Liebe übrig bleibt, mit Alexander Ahlert, Gmünder Verlag, 2010, ISBN 978-3-86787-072-6
- Verbrechen von nebenan, Goldmann Verlag, 2021, ISBN 978-3-442-14275-0
- Jack the Ripper – Das True-Crime-Rätselbuch, Goldmann Verlag, 2023, ISBN 978-3-442-14280-4

## Auszeichnungen
- 2023 LovelyBooks Community Award Gold in der Kategorie Sachbuch und Ratgeber für Jack the Ripper – ein Fall für „Verbrechen von nebenan“.[29]